# Lopinavir
Lopinavir é um antirretroviral da família dos inibidores de protease. Foi aprovado pelo FDA em 15 de setembro de 2000. É utilizado no combate ao vírus HIV e estudos apontam que também pode ser utilizada contra o vírus do papiloma humano.